# Polish International 2004
Die Polish International 2004 im Badminton fanden vom 24. bis zum 28. März 2004 statt.

## Medaillengewinner
| Disziplin    | Gold                               | Silber                         | Bronze                               |
| ------------ | ---------------------------------- | ------------------------------ | ------------------------------------ |
| Herreneinzel | Chen Jin                           | Przemysław Wacha               | Stanislav Pukhov                     |
| Herreneinzel | Chen Jin                           | Przemysław Wacha               | Gong Weijie                          |
| Dameneinzel  | Lu Lan                             | Zhu Lin                        | Chen Lanting                         |
| Dameneinzel  | Lu Lan                             | Zhu Lin                        | Liu Jian                             |
| Herrendoppel | Guo Zhendong Xie Zhongbo           | Michał Łogosz Robert Mateusiak | Sun Junjie Xu Chen                   |
| Herrendoppel | Guo Zhendong Xie Zhongbo           | Michał Łogosz Robert Mateusiak | Adam Cwalina Rafał Hawel             |
| Damendoppel  | Du Jing Yu Yang                    | Feng Chen Pan Pan              | Kamila Augustyn Nadieżda Kostiuczyk  |
| Damendoppel  | Du Jing Yu Yang                    | Feng Chen Pan Pan              | Molthila Meemeak Salakjit Ponsana    |
| Mixed        | Vladislav Druzchenko Elena Nozdran | Sun Junjie Pan Pan             | Robert Mateusiak Nadieżda Kostiuczyk |
| Mixed        | Vladislav Druzchenko Elena Nozdran | Sun Junjie Pan Pan             | Guo Zhendong Du Jing                 |